# Tetrodontophorinae
Tetrodontophorinae zijn een onderfamilie van springstaarten uit de familie Onychiuridae. De onderfamilie telt 3 beschreven soorten.

## Geslachten
- Anodontophorus (1 soort)
- Homaloproctus (1 soort)
- Tetrodontophora (1 soort)